# Worms Crazy Golf
Worms Crazy Golf est un jeu vidéo développé en 2011 par Team17. Le cadre de base est la troisième génération en 2D de la série  Worms en tant que jeu de golf.

## Système de jeu
Le jeu utilise un aspect jouable en 2D vue de côté, comme dans les Worms de base.
En mode Solo, le joueur devra effectuer quatre parcours de 18 trous répartis dans quatre environnements différents (Britannia, Caverne des Pirates, Cimetière et Carnaval). Pour chaque trou, l'objectif, outre de mettre la balle du point de départ sur la carte jusqu'au trou en moins de tours que possible, est de récolter des pièces de monnaie et une caisse permettant de débloquer différents contenus. Ces contenus peuvent être des casquettes, des clubs de golf, des modèles de balles, ou des packs de langue. Le joueur devra affronter différents obstacles, dont la plupart sont des références propres à la série : moutons explosifs, téléporteurs, vieille femme, taupes, mines, aimants, ou encore des chauves-souris.
Esthétiquement, le jeu s'inspire de la troisième génération 2D de la série Worms, en particulier  Worms 2: Armageddon  et Worms Reloaded. Pour fêter la sortie de Worms Crazy Golf un style terrain de golf sur le thème a été ajouté à Worms Reloaded sur PC comme contenu téléchargeable gratuit.

## Réception
Worms Crazy Golf a été accueilli avec des critiques moyennement positives. Elle détient des scores Metacritic de 85/100 et 61/100 pour les versions iOS et PlayStation 3 ainsi qu'un pourcentage de 60 % et 64.12 % respectivement pour le PC et le PlayStation 3 sur GameRankings.